# Principauté d'Orange-Nassau
1702–1806
1813-1815
Entités précédentes :
- Nassau-Dietz
- Principauté de Nassau-Dillenbourg
- Nassau-Siegen
- Nassau-Hadamar

Entités suivantes :
- Grand-duché de Berg
- Duché de Nassau
- Royaume de Prusse

Ne doit pas être confondu avec Principauté d'Orange.
Orange-Nassau, également appelée Nassau-Orange (en allemand : Oranien-Nassau ou Nassau-Oranien), est une principauté qui fait partie du cercle du Bas-Rhin-Westphalie au sein du Saint-Empire romain germanique entre 1702 et 1806. Elle est dirigée par la maison d'Orange-Nassau . 

## Histoire

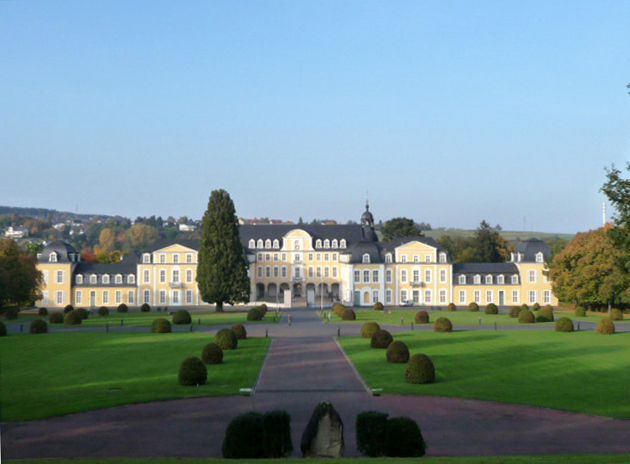
Le château Oranienstein de Diez.

En 1702, la première maison d'Orange-Nassau s'éteint avec la mort de Guillaume III, prince d'Orange, stathouder des Pays-Bas et du roi d'Angleterre, d'Écosse et d'Irlande. Jean-Guillaume-Friso, prince de Nassau-Dietz, hérite de son cousin, Guillaume III, une partie de ses biens du titre de "prince d'Orange". 
La principauté est rapidement devenue plus grande avec l'incorporation d'autres territoires de Nassau, en raison de l'extinction d'autres branches de la maison de Nassau. En 1711, la branche de Nassau-Hadamar s'éteint. Bien qu'appartenant aux branches restantes de Nassau-Siegen, Nassau-Dillenbourg et Orange-Nassau, la principauté de Nassau-Hadamar n'est pas divisée, elle est provisoirement administrée par le souverain de Nassau-Dillenbourg. Lorsque les branches de Nassau-Dillenbourg et de Nassau-Siegen s'éteignent en 1739 et 1743, toutes les régions de Nassau sont réunies et héritées par la branche d'Orange-Nassau. Le prince d'Orange-Nassau occupe désormais deux sièges au conseil des princes de la Diète d'Empire : Nassau-Hadamar et Nassau-Dillenbourg. 
En vertu de l'article 24 du traité de la Confédération du 12 juillet 1806, Guillaume VI, prince d'Orange, perd tous les territoires de la principauté d'Orange-Nassau. Les comtés de Nassau-Siegen, Nassau-Dillenbourg et Nassau-Hadamar, ainsi que la seigneurie de Beilstein, sont intégrés au grand-Duché de Berg. Le comté de Nassau-Dietz et ses dépendances, ainsi que les seigneuries de Wehrheim et de Burbach, relèvent tous désormais de la souveraineté du duc de Nassau. En 1808, le prince d'Orange perd également ses droits en tant que prince médiatisé et tous ses biens sont confisqués. 
Après que les retraits des troupes françaises en 1813, le prince d'Orange peut reprendre les territoires perdus au profit du grand-Duché de Berg en 1806. En outre, les territoires suivants sont ajoutés sous sa souveraineté: les seigneuries de Westerburg et de Schadeck et la partie du comté de Wied-Runkel située sur la rive droite du fleuve Lahn. Le 26 novembre 1813, le prince d'Orange conclut avec le duché de Nassau un traité aux termes duquel le comté de Nassau-Dietz est rendu au prince. L'Amt de Wehrheim, cependant, est maintenu dans le duché de Nassau.
Cependant, la restauration est de courte durée. Le 31 mai 1815, lors du congrès de Vienne, le prince Guillaume VI reçoit le nouveau royaume uni des Pays-Bas créé comme état tampon pour contrer les éventuelles velléités françaises et dont il devient le souverain. Il conclut alors un traité avec le roi de Prusse Frédéric-Guillaume III, son beau-frère prussien et cousin germain, par lequel il cède la principauté d'Orange-Nassau au royaume de Prusse en échange de la création du Luxembourg, qui est élevé au rang de grand-duché et qui lui est concédé à titre personnel, formant ainsi une union personnelle avec le royaume uni des Pays-Bas. Le même jour, les Prussiens cèdent l'essentiel de la principauté au duché de Nassau. Siegen reste en Prusse. En 1815, le prince devient le nouveau roi des Pays-Bas et le premier grand-duc de Luxembourg sous le nom de Guillaume Ier des Pays-Bas. À ce jour, les Pays-Bas sont toujours gouvernés par les descendants de la maison d'Orange-Nassau . 

## Territoires de la principauté
- Comté de Nassau-Dillenbourg
- Comté de Nassau-Siegen
- Comté de Nassau-Dietz
- Comté de Nassau-Hadamar
- Seigneurie de Beilstein
- Seigneurie de Spiegelberg
- Amt de Nassau (partagé avec Nassau-Usingen)
- Amt de Kirrberg (partagé avec Nassau-Usingen)
- Grund Seel et Burbach (partagés avec Nassau-Weilbourg)
- Amt de Camberg (partagé avec l'électorat de Trèves)
- Amt de Wehrheim (partagé avec l'électorat de Trèves)
- Ems (partagée avec Hesse-Darmstadt)